# 川勝広能
川勝 広能（かわかつ ひろよし）は、江戸時代前期から中期の甲府藩士、旗本。広恒流川勝家の2代当主。

## 生涯
万治3年（1660年）、川勝広恒の嫡男として甲斐に生まれた。櫻田の館において徳川家宣に仕えた。中奥に仕え、小十人頭を経て先手筒頭を務めた。宝永元年（1704年）、幕府将軍を継ぐこととなった家宣が江戸城西の丸に入るのに従い、宝永2年（1705年）4月9日に西城桐間番となった。宝永3年（1706年）4月、蔵米を領地に改められ、武蔵国葛飾郡、下総国岡田郡、常陸国筑波郡内に550石を知行した。それまでの蔵米取りから知行取りに、広能の代で改まった。
宝永6年（1709年）家宣の将軍就任に伴い幕臣となり、広恒流川勝家は旗本家として継続した。正徳3年（1713年）5月18日、この番を辞して小姓組に転じた。享保5年（1720年）4月3日、61歳で没した。家督は婿養子の広良が継いだ。